# بریلیم سولفید
بریلیم سولفید (BeS) یک ترکیب یونی از گروه سولفید است.

## آماده‌سازی
پودرهای بریلیم سولفید را می‌توان با واکنش گوگرد و بریلیم در جو هیدروژن با حرارت دادن مخلوط به مدت ۱۰ تا ۲۰ دقیقه در دمای ۱۰۰۰-۱۳۰۰ درجه سانتی‌گراد تهیه کرد.
این ماده را به طور متناوب می‌توان با واکنش بریلیم کلرید و سولفید هیدروژن در دمای ۱۱۵۰ درجه سانتی‌گراد تهیه کرد، اگرچه این واکنش باعث ایجاد ناخالصی‌های کلر خواهد شد.